# M.S.J. Hansen
Marius Sofus Johannes Hansen (født 8. maj 1891 i Nykøbing Falster, død 15. maj 1967 i Sundby i København kendt som M.S.J. Hansen, Sofus eller "Mascot'en") var en dansk bådebygger.
Han var uddannet som bådebygger og voksede op i Bandholm på Lolland. Han kom til at arbejde de fleste af sine aktive år på Orlogsværftet på Holmen. Her blev han ansat som svend og blev senere bådebygmester, dokmester, overværkfører og tog eksamen som ingeniør. I 1946 modtog han Holmens Hæderstegn for lang og tro tjeneste, og i 1951 blev han Ridder af Dannebrog efter 40 års pligtopfyldende arbejde. Han var ansat ved Orlogsværftet til 1961, hvor han blev pensioneret efter 50 års ansættelse.
Gennem alle årene boede M.S.J. Hansen på Obdams Allé 3 på Amager og var medlem af Kastrup Broforening, hvor han havde båd liggende siden 1924. Her sejlede han i de senere år i en 26 m2 spidsgatter "Glory", som han havde leveret tegningerne til.
Det er uklart, hvornår M.S.J. Hansen tegnede sine første skibe. I 1921 tegnede han sin første spidsgatter. I årene før 2. verdenskrig stod han lidt i skyggen af Georg Berg og Aage Utzon, da det som ny var svært at slå igennem. Han slog sit navn fast i forbindelse med klassespidsgatterne fra omkring 1930 og fik et gennembrud i 1935, da hans skibe var de eneste, der overlevede i kapsejladsen "Sjælland Rundt".
Mens de dygtige kapsejlere gik til Aage Utzon, som havde ry for at tegne de hurtigste spidsgattere, fik M.S.J. Hansen hurtigt ry for at tegne de smukkeste både. Som  skibsingeniør og ivrig sejler udviklede han sit design ud fra praktisk erfaring. Han indså hurtigt, hvor afgørende det er at give en båd det rigtige spring, og med det laveste punkt det helt rigtige sted, ca. 2/3 mod agter. Et særkende for mange af hans konstruktioner især fra de senere år er det lille ruf på fordækket. Det har siderne fælles med det store ruf, og han forlangte altid, at det skulle være en ubrudt planke, der løb hele vejen igennem cockpitkarmene medregnet. Et krav, der i høj grad kunne volde bådebyggerne problemer under og lige efter sidste verdenskrig, da der var mangel på gode materialer. Omkring masten var der ikke noget ruf, kun siderne som dannede en praktisk ”kasse” om dækket (senere kaldt ”druknehullet”). Her kunne faldene ligge uden at glide overbord, til der var tid til at kvejle dem op, og her var et sikkert sted at lægge rebehåndtaget fra sig, når man havde taget nogle tørn på bommen og skulle strække faldet igen. Det lille ruf på fordækket var altid forsynet med en skydekappe, og fordi det var hævet over dækket, kom der sjældent så meget vand ned som gennem en traditionel forluge.
M.S.J. Hansen var kendt for at være en perfektionist. Han kunne være en ret bøs herre, der bestemt ikke var kammerat med hvem som helst. Bådebyggerne frygtede ham ofte, for han var selv håndværker til fingerspidserne og vidste præcis, hvordan tingene skulle gøres. Aldrig på den nemmeste, men altid på den bedste måde! Og hans krav til materialerne var ubønhørlige. Da en sejler fra Dragør skulle have bygget en "Springer" efter hans tegninger, var Koreakrigen brudt ud. Resultatet var en tårnhøj pris på bly, og sejleren følte sig derfor tvunget til at erstatte den specificerede blykøl med jern.
Det kostede imidlertid flere besøg på Obdams Allé og kraftige overtalelser, før M.S.J. Hansen kunne gå med til denne forringelse, og meget mod sin vilje lavede tegningerne til en jernkøl i stedet. Det var også sådan, at hvis en båd efter hans mening ikke var bygget tilfredsstillende, vendte han ikke blot bådebyggeren ryggen. Hans modvilje blev ført videre over til den uskyldige bådejer, som han derefter undlod at hilse på.
Til gengæld kunne han være særdeles hjælpsom og kammeratlig over for bådebyggere og sejlere, som levede op til hans krav og forventninger.

## Skibe, han har konstrueret (alfabetisk)
- Bel Ami 38 kvm klassespidsgatter 1936, KThomsen Kalundborg
- Bonit, kutter, byggeår: 1935, sted: Hansen, Kastrup
- Frida, 26 kvm klassespidsgatter,
- Glory, kragejolle, byggeår: 1931
- Athos, Portos og Aramis, 30 kvm springere og spidgattere, byggeår 1945.  Alle 3 eksisterer stadig.
- Heto, 30 kvm Springer Spidsgatter (så vidt vides oprindelig døbt D´artagnan), søsætning 22.maj 1949, Enigheden København
- Ibi, 30 kvm klassespidsgatter
- Johanne af Ålborg, 26 kvm. klassespidsgatter, byggeår: 1936, sted: bådebygger K. Thomsen, Kalundborg
- Priscilla, kutter, byggeår: 1949, sted: B&W, Refshaleøen

- Callina, klassespidsgatter, 45kvm, Nykøbing Falster, 1938.